# Anything Can Happen in the Next Half Hour
Anything Can Happen In The Next Half Hour - третий сингл группы Enter Shikari, с их дебютного альбома Take To The Skies.

## Список композиций
Anything Can Happen In The Next Half Hour попала в альбом Take To The Skies. Композиция Kickin' Back On The Surface Of Your Cheek вошла в CD, номинированный на премию Kerrang! Awards 2007,
а также в американскую версию альбома в качестве эксклюзив-трека.
| №  | Название                                       | Длительность |
| -- | ---------------------------------------------- | ------------ |
| 1. | «Anything Can Happen In The Next Half Hour...» | 4:40         |
| 2. | «Kickin' Back On The Surface Of Your Cheek»    | 3:50         |
| 3. | «Keep It On Ice»                               | 2:51         |

## Видеоклип
Существует две версии клипа (есть ещё одна, самая первая, но она принадлежит EP-версии песни):
1 версия (2006 год): Группа сняла этот видеоклип с выступления в Астории. Группа выступала с той самой хардкоринкой, которая запомнилась фанатам со времен прошлого сингла.
2 версия (2007 год): Видеоклип был снят режиссёром Лоуренсом Харди, позже снявшим видеоклип на песню "Destabilise". Видеоклип несколько похож на клип к песне "Mothership": Выступление на сцене, крики и бешеные танцы фанатов.